# Marry Me
Marry Me är en låt framförd av den finländska sångerskan Krista Siegfrids. Låten är skriven av Krista Siegfrids, Erik Nyholm, Kristofer Karlsson och Jessika Lundström.

## Eurovision Song Contest 2013
Den 9 februari 2013 vann Krista Siegfrids med låten i Finlands nationella uttagningsfinal till Eurovision Song Contest 2013. Från den andra semifinalen gick låten vidare till final, där den slutade på plats 24 med 13 poäng.